# 折梗点地梅
折梗点地梅（学名：Androsace refracta）为报春花科点地梅属下的一个种。

## 扩展阅读
- 維基物種上的相關：折梗点地梅